# 25
| [ Edytuj tabelę ] |                                    |
| Król Armenii      | - 18 Artakses III 34               |
| Cesarz Chin       | - 23 Liu Xuan 25 - 25 Guangwudi 57 |
| Władca Korei      | - 18 Daemusin 44                   |
| Król Mauretanii   | - 23 Ptolemeusz 40                 |
| Król Nabatei      | - 9 p.n.e. Aretas IV 40            |
| Król Partów       | - 8 Artabanus II 40                |
| Cesarz Rzymu      | - 14 Tyberiusz 37                  |
| Król Tracji       | - 19 Remetalkes II 38              |

Rok 25 / XXV
stulecia: I wiek p.n.e. ~
I wiek ~
II wiek

lata: 15 «
20 «
21 «
22 «
23 «
24 «
25
» 26
» 27
» 28
» 29
» 30
» 35

## Wydarzenia
- 5 sierpnia – Liu Xiu przejął władzę w Chinach, rozpoczynając okres Późniejszej dynastii Han.
- Pod względem populacji Rzym (populacja 450 tys.) wyprzedził Xi’an i stał się największym miastem świata (dane szacunkowe).

## Urodzili się
- Liu Qiang, chiński książę (zm. 58).

## Zmarli
- Kremucjusz Kordus, rzymski historyk.
- Liu Xuan, cesarz chiński.
- Lucjusz Domicjusz Ahenobarbus, rzymski polityk.
- Ruzi Ying, chiński książę.